# クローン携帯
クローン携帯（クローンけいたい）は、「正式に契約された携帯電話と全く同じ電話番号を持ち、事業者側でその識別が不可能な端末がどこかにあり他人に利用されている」携帯電話のことである。

## 技術上の可能性
携帯電話のシステムでは、利用者には見えないところで端末ごとに固有の識別番号 (ID) が付与されており、電話番号とIDの対応を事業者の認証センターで把握・管理するシステムをとっている。従って端末に記憶された電話番号を書き換えただけでは、発信元の電話番号は変更されない。発信元端末・受信先端末の判別などは事業者のセンター側で行い、実際の呼び出しや課金などは固有IDによって判断される。また、固有IDは通信認証時に暗号化されて事業者間でやりとりされるため、通信を傍受して固有IDを盗み出すことは困難である。しかし、携帯電話端末からSIMカードまたはFOMAカードを取り出し、そのICからパソコンを使ってデータを抜き出して別のICに書き込み、クローニングする手段が現れた。中国では MAGICSIM や SIMMAX など比較的安く買える書き換え可能なメディアが流通しており、現在アジアを中心にクローン携帯が増加している。
1980年代から「μPD403D」というヒューズROM（ヒューズを電気的に焼き切りプログラムを書き込む素子）に固有の電話番号を書き込むID-ROMを悪用し、自動車電話機に別の携帯電話番号を設定した不正な通話が多発したが、当時はクローン携帯ともクローン自動車電話とも呼ばれず単に違法無線と呼んだ。
1990年代になり、デジタルツーカーなどのLSIを手がけた日本エルエスアイカードが製造し日本道路公団が普及させたLSIハイウェイカードなどが大量に偽造されて流通し、ハイウェイカード（通称ハイカ）の廃止につながった。これに伴い携帯電話会社は、LSIデータの解析による個人情報流出を防ぐためとして、LSIを利用した一切の携帯電話機種の店頭取扱を廃止し回収することを各社新聞紙上で公示し、おおむねKDDIは2000年9月まで、NTTドコモは2000年11月まで、顧客の選ぶ新機種との無料交換を店頭でも広告した。
2000年代になって、入力番号と一桁異なる電話番号に電話がかかったり、自分の携帯電話番号に他人の携帯電話への電話連絡が受電されたり、電話番号は正しいが「接続に失敗しました」と液晶ディスプレイに表示されたり、常時通話状態になり通話できない等の携帯電話トラブルが多発し、KDDI、NTTともに相次ぐ誤請求や過請求などの苦情に電話番号変更または新機種への無料交換で顧客対応してきた時期があり、朝鮮日報ではいち早く日本のクローン携帯の実態について報道を行った。朝鮮日報がクローン携帯を報じた翌日、新聞各社の一面に「通産省、クローン携帯を否定」とのタイトルで記事が掲載され、それによると通商産業省担当者の見解は、プロトコルトラブルまたはIDサーバーの誤接続に過ぎずクローン携帯ではないとする携帯電話会社の主張と同じであり、クローン携帯の定義は第三世代携帯以降のものであって、第三世代以前のLSIなどを使用したものは違法無線機でありROMを利用するクローン携帯とは呼ばない、今後携帯電話が第三世代機種に移行するなかでクローン携帯は作りえない、というものだった。
携帯電話通話料金の債務不存在調停事件では、調停期間中に携帯電話会社渉外担当から当事者宛に「契約事故扱で処理し訴訟に移る」と電話があったが、当事者が参考資料として「接続に失敗しました」と液晶表示された写真20枚を提出したところ、営業担当者が電話で謝罪した上で「接続失敗の事実からIDサーバーに至る詳細については営業機密を保持しなければならず裁判所に把握されたくない」と理由を説明し、訴訟取下と料金請求取下による和解を提案した。朝鮮日報はこれについて再度取材を行い、違法無線によるIDサーバーへの誤接続はクローン携帯であると紙上で反論した。
中国で若者に人気のあるUSIMカードMAGICSIMやSIMMAXなどの書き換え可能なUSIMカードはGSM方式を採用していた。日本を除く多くの国では国内通話をGSM方式に依存しており、日本でも海外通話・国内通話両対応の国内海外通話兼用携帯電話機などはGSM方式を採用している。こうした携帯電話端末と、書き換え可能なUSIMカードを組み合わせれば日本国内でもクローン携帯を作ることは可能だが、クローン元となる携帯電話ICからまずデータを取得する必要があり、ICデータが盗難に遭わない限りクローン携帯は通常出現しえないとも論じられている。海外では電波傍受により携帯電話機のUSIMカード情報を機械で読み取り、携帯電話がクローンされるという事象が大量に発生し、シンガポールやブラジルなどでの 空港では防犯のため、空港などから出た直後に携帯電話で通話をしないように呼びかけている。
パソコンでMAGICSIMなどのUSIMカードにデータを入力した場合、FOMAカードなどを使用した一般の国内通話用の携帯電話機でのクローンは不可能だが、海外通話可能なFOMAカード携帯電話、またはUSIMカードを使用する携帯電話機などに MAGICSIM 等の付属品である デュアルSIMアダプタを挿入し、同じく付属品である書換仕様のSIMカードを取り付けた場合にはクローン可能であることが紹介されている。また実際に検証もされたが、FOMAなどの携帯電話はGSM方式をとっており、SIMカードもGSMカードであるため、V1形式・V2形式とタイプの違いはあるが、概ね問題なく通話できた。
機種変更などした場合に、新しい端末に電話番号を書き移しているように見える作業は、実際にはセンターが把握している電話番号と端末ID（端末の電池ケース内に小さく表示されていることが多い）や固有ID（契約者固有ID）の対応をセンター側で書き換えるための手続きであり、端末内のデータを転写している訳ではない。俗に「灰ロム」などと呼ばれる解約された端末が元の電話番号を表示できる理由は、単にその電話番号が端末内部のメモリに消去されず残っているからであり、その電話番号の契約として通信が利用できるわけではない。
一方で、端末の基板を分析・改造するなどして同一の固有ID・端末IDを持つ端末を作れば、それらを事業者側が区別することは不可能に近く、クローン携帯は成立する。しかしそれには、正規の利用者からコピー元の端末を取得しないと不可能に近いため、盗難・紛失による場合は被害者が正しく停止手続きを取れば、クローン携帯の被害は抑止可能であるとされる。このような複製事例は、日本の事業者側から公式には報告されていないが、事業者側への債務不存在などの訴訟をおこなった場合に渉外担当から債務取消の条件として電話番号の変更と機種の変更を条件にした和解が提示さることからも、表向きはIDサーバーエラーとされたクローン携帯使用の痕跡つまり誤接続は依然発生傾向にある。
これについて日本の事業者側では、複数の端末が同一のIDを同時に使用すればそれを即座に検出できるシステムになっていると説明し、その様なことが無ければ単一の端末が正当に使用されていると考えるべきで、請求も正当であると主張している。しかし、複数の端末が時間をずらして使用された場合の検出機能については営業機密であるとして説明がない。
なお、架空請求詐欺やスパム発信といった犯罪目的に利用される端末では、足跡の残らない回線さえ得られれば良いため、特定の固有ID・端末IDを盗み出す必要はない。ブルートフォース攻撃（総当たり攻撃）等によりランダムなIDで認証が通ったものを利用すれば良く、運悪くただ乗りされた契約者に被害が及ぶ可能性はある。しかし、固有ID・端末IDの組み合わせは天文学的な数に上り、またブルートフォース攻撃による認証を多数回試行すれば、事業者側の認証システムに検知されかねず、また無線であるため電波の発信地点を検知されかねないため、犯罪者側からもあまり現実的な手段とは見られていないようである。現在までそのような事例は少なくとも日本の事業者側から公式には報告されていない。
後述する2006年11月に日本のNTTドコモで発生した誤接続・誤課金の事例は、IDを照合する機能を持たない海外事業者の交換機を悪用されたことに起因するもので、後から調査さえすれば事業者側で識別が可能なことから、「識別が不可能」という定義を要する「クローン携帯」にはあたらないとされる。

## 日本の事例
日本においてのクローン携帯被害事例は発生していないが、「クローン携帯ではないか」として大きく話題になった事例が2003年と2006年に起こっている。
2003年のクローン携帯電話ではないかとする被害は愛媛県で発生し、KDDIのPDC方式（3GのUSIMカードを使用しない方式）のパケット通話契約のない携帯電話が、操作していないにもかかわらず着信通話中になって会話が聴こえたり、毎日絶えず『パケット通信中です』とのアナウンスが連発する現象があった。通話料金明細を依頼したところ、2003年5月通話分料金66万円、2003年6月通話分料金78万円、2003年7月分通話分料金42万円、2003年8月分通話料金14万円のうち、実際の契約者本人による通話が認められるものがわずかで、大阪府や名古屋番号との電話が多数あったので愛媛県警察本部サイバー犯罪対策課および愛媛県消費者生活センターを経由してKDDIお客様サービスセンターに対し相談を開始したところ、2003年11月に料金請求が契約代理店を経由して免除になった。

### 表象的現象の発生（2003年）
2003年頃よりモバイルコンテンツの高度化などにより高額な請求が急増していたが、数10万円という高額な通信料が課金されている場合（いわゆる「パケ死」）、利用者が「高額な有料コンテンツにはアクセスしていない」と主張する事態が続発した。「自分が所有している携帯電話以外に、同一番号の携帯電話がどこかに存在する」という主張がなされ、これも「クローン携帯」と呼ばれるようになった。
クローン携帯の存在を立証するために貸金庫等に正規の端末を預け入れ、この間に「クローン携帯からの通信が行われる」ことを確認する実験も行われていたが、報道の限りではこの方法でクローン携帯の存在は立証されていない。同様の実験を通信事業者や代理店の管轄下に端末を置いて行うことも提唱されたが、事業者側は実験を拒否している。
この問題に関しては、技術的な事情・背景を理解できない一般利用者にとって、販売店等で端末を買い換える際には住所録等の書き換えや移動ができるので「電話番号や識別情報等の複製も容易であろう」という認識が生まれ、自身が端末を利用した記憶から想定する利用料金と請求された金額との乖離から、「勝手に課金を行わせる端末が別に存在する」という推定がなされたものと考えられる。また、同時期にクレジットカードやキャッシュカードのスキミング詐欺も取り上げられ、識別情報が容易に他人に渡り利用される状況から連想されたとする見解も有力である。
一方でクローン携帯に関する主張とは別に、写真付きメールを送受信したりゲームなどのアプリをダウンロードすると1回につき100 - 数100円課金されること、アプリやサイトによっては利用者が通信を行っていないと考えている間にも自動的に通信するものがあること、端末の大画面化により対応する待ち受け画像等のサイズが増大していることなどの事情により、利用者が考える以上にパケットの消費が行われる場合があることが一般に認識された。また、それまで事業者側は通信履歴を2か月ほどしか残しておらず、その一部しか参照することができなかった。
これらの対策として、料金確認の無料化や、どのサイトを閲覧したか等を利用者が確認できるシステムの構築、パケット通信料を一定金額で打ち止めにするパケット定額制サービス等を各社が導入するきっかけとなった。利用者側でも時々料金確認をすること、パケット通信の利用時にいくら料金ががかるかを把握すること、パケット消費が大きくなる可能性の高いサービスを利用する場合はパケット定額制サービスに入ることなどが対策として一般にも普及した。

### 誤接続・誤課金（クローン携帯と報道された事象）の発生（2006年）
2006年11月23日の読売新聞で「NTTドコモのクローン電話が存在しており実際に被害が出ている。同社は2006年11月までに存在の事実を確認した」との報道がなされたが、これは国際電話におけるローミング時の認証システムの欠陥を突き不正利用されたことによる誤課金事例であり、事実上はクローン携帯ではないと発表された。
ドコモの発表及びニュース報道によれば、発生した事象は以下の通り。
- ドコモのFOMAカードには一意の加入者識別番号（International Mobile Subscriber Identity、ドコモの表記では「IMUI」）と暗号化された情報が付与されているが、IMUIは解約後2年程度（最短で6か月）で使いまわされるようになっていた[3]。
- 問題となったIMUIは2年前に既に解約されていたものだが、最近になって新しい日本国内の利用者に割り当てられた。
- 中国の提携電話会社の交換機では、全ての情報を照合し認証する設定にはなっていなかった。
- この認証機能に欠陥のある交換機経由でIMUIが不正利用されたことにより、正規利用者への誤課金の発生が確認された。

利用者から不審な利用料について問い合わせがあったことと、海外から他人宛に電話・友人への電話が海外の人につながったなどの問い合わせを受け、ドコモが利用記録を調べたところ、通常では考えられない利用状況が確認されたことから存在が発覚した。ドコモの発表によると「誤課金」は6件確認されているという。同様の事象の再発防止のために、当面の間IMUIの再利用は行わない（ただし恒久的なものではなく、ドコモでは「経過を見て、問題なければ再利用を再開したい」としている）。また、今般の事例は中国側事業者の交換機の欠陥にも主因があるが、これについてドコモは「2006年2月に、正しい認証手続きを行わない交換機についてはドコモ側交換機で接続を拒否する機能を付加するとともに、この事象を継続して監視する機能を追加した」と発表している。
2003年頃の高額請求の問題と、2006年11月の誤課金の発生との関係性は、2006年11月23日の時点では確認されていない。

## 日本以外の事例

### アメリカの事例
アナログ時代に多くのクローン携帯が犯罪に使われたとレポートされた。

### ブラジルの事例
2003年2月に、サンパウロ州の2大携帯電話会社で年間約4400万レアル（日本円で約16億円）の被害がクローン携帯により発生したとの報告がある。
実際に現在もクローン被害は実在しており、携帯電話の電源を入れた際に携帯電話から基地局へ識別信号を送るデータを拾われ、そのデータを元にクローンされる。携帯電話会社では「飛行機を利用した際、空港へ到着してすぐに電源を入れるのは避けるように」との注意を促している。

### 台湾・韓国などの事例
ユーザー自身が自らクローン携帯を作り、その端末を会社や自宅、車などに置く例がある。本来は違法だが、ほとんど被害が出ていないことから黙認されている。